# درة چين (زلاغي الغربي)
درة چین (بالفارسية: دره چین) هي قرية تقع في إيران في قسم زلاغي الغربي الریفي. يقدر عدد سكانها بـ 171 نسمة بحسب إحصاء 2016.